# 卡洛希 (北卡羅萊納州)
卡洛希（英語：Cullowhee）是位於美國北卡羅萊納州傑克遜縣的普查規定居民點。

## 人口
根據2020年美國人口普查的數據，卡洛希的面積為9.86平方千米，皆為陸地。當地共有人口7682人，而人口密度為每平方千米779.11人。